# سیاهرگ‌بری سرپایی
سیاهرگ‌بُری سَرپایی یا آمبولیتوری فلبکتومی (انگلیسی: Ambulatory phlebectomy) یک روش ریزجراحی برای درمان واریس سطحی است که با نام بخش‌های سطحی نیز شناخته می‌شود.

## تاریخچه
این فن به دکتر روبرت مولر، یک متخصص پوست سوئیسی نسبت داده می‌شود؛ فردی که این فن را در اواسط دههٔ پنجاه قرن اخیر بکار گرفت، اما از نتایج اسکلروتراپی رضایت نداشت. بعلاوه، وی به دنبال درمانی برای جراحت‌های بزرگ بیماران از ناحیهٔ چشم بود که پس از جراحی کلاسیک سیاهرگ واریس بجای می‌ماند. او پس از ده سال تلاش در این زمینه، سرانجام روش درمانی خود را در نشست سالانهٔ جامعهٔ سیاهرگ‌شناسی فرانسه ارائه کرد.